# Wilhelm Uhde
Pour les articles homonymes, voir Uhde.
Wilhelm Uhde, né le 28 octobre 1874 à Friedeberg (Brandebourg, actuellement : Strzelce Krajeńskie, Pologne) et mort le 17 août 1947  à Paris, est un critique d'art, marchand d'art et collectionneur allemand. Il a travaillé surtout à Paris et joué un rôle important dans le développement du cubisme et de l'art naïf.

## Biographie
Wilhelm Uhde est le fils de Jean Uhde et Antoinette Fechlan. Après des études de droit à Lausanne, Göttingen, Heidelberg, Greifswald et Berlin, Wilhelm Uhde se rend pour la première fois en 1899 en Italie, et notamment à Florence, où il se consacre à l'histoire de l’art, il y écrit ses premiers romans et essais esthétiques. Il tente de concilier en lui l’unité de « la verticale gréco-allemande de la mélancolie et l'horizontale romane de la satisfaction ».

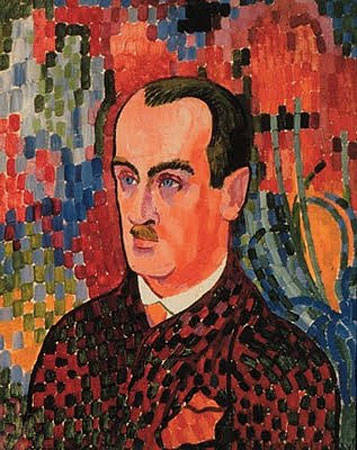
Robert Delaunay, Portrait de Wilhelm Uhde, 1907.

Il s’installe à Paris en 1904, où « la beauté était omniprésente » ; il y est accueilli par son compatriote Erich Klossowski, rencontre Ambroise Vollard, Kahnweiler, les Stein, etc. Il commence à acheter des œuvres de Pablo Picasso, qui peint son portrait en 1910, et de Georges Braque, encore inconnus. Il contribue à faire également connaître la peinture naïve, et en particulier les œuvres de Henri Rousseau, il organise sa première exposition personnelle en 1909 et publiera en 1911 la première monographie concernant ce peintre. Il se marie en 1908 avec Sarah Stern (Sonia Terk) qui le quitte quelques mois plus tard pour Robert Delaunay. C'était un mariage de convenance pour cacher son homosexualité, et aussi un mariage blanc conclu d'un commun accord de façon à permettre à l'artiste d'obtenir la nationalité française. Il habite alors quai de la Tournelle.
En 1911, il organise sa seconde exposition pour l'égérie d'Apollinaire, inconnue du public que Henri-Pierre Roché, ex amant de celle-ci, lui a présenté un an plus tôt, Marie Laurencin. Il réussit à vendre une aquarelle, Les Jeunes filles, à Rolf de Maré, qui ne comprend rien à l'art moderne, pour une somme exorbitante, quatre mille francs. La vente, reprise dans la presse et commentée dans les salons, lance irréversiblement la carrière de « la nymphe d'Auteuil », qui cependant quittera dès 1913 Uhde pour Paul Rosenberg.
En 1912, Uhde s'installe à Senlis, où il découvre par hasard les réalisations picturales de Séraphine Louis, qu'il encourage et fait connaître à Paris (dont notamment L'Arbre de Paradis qu'il découvrira lors de son retour en France).

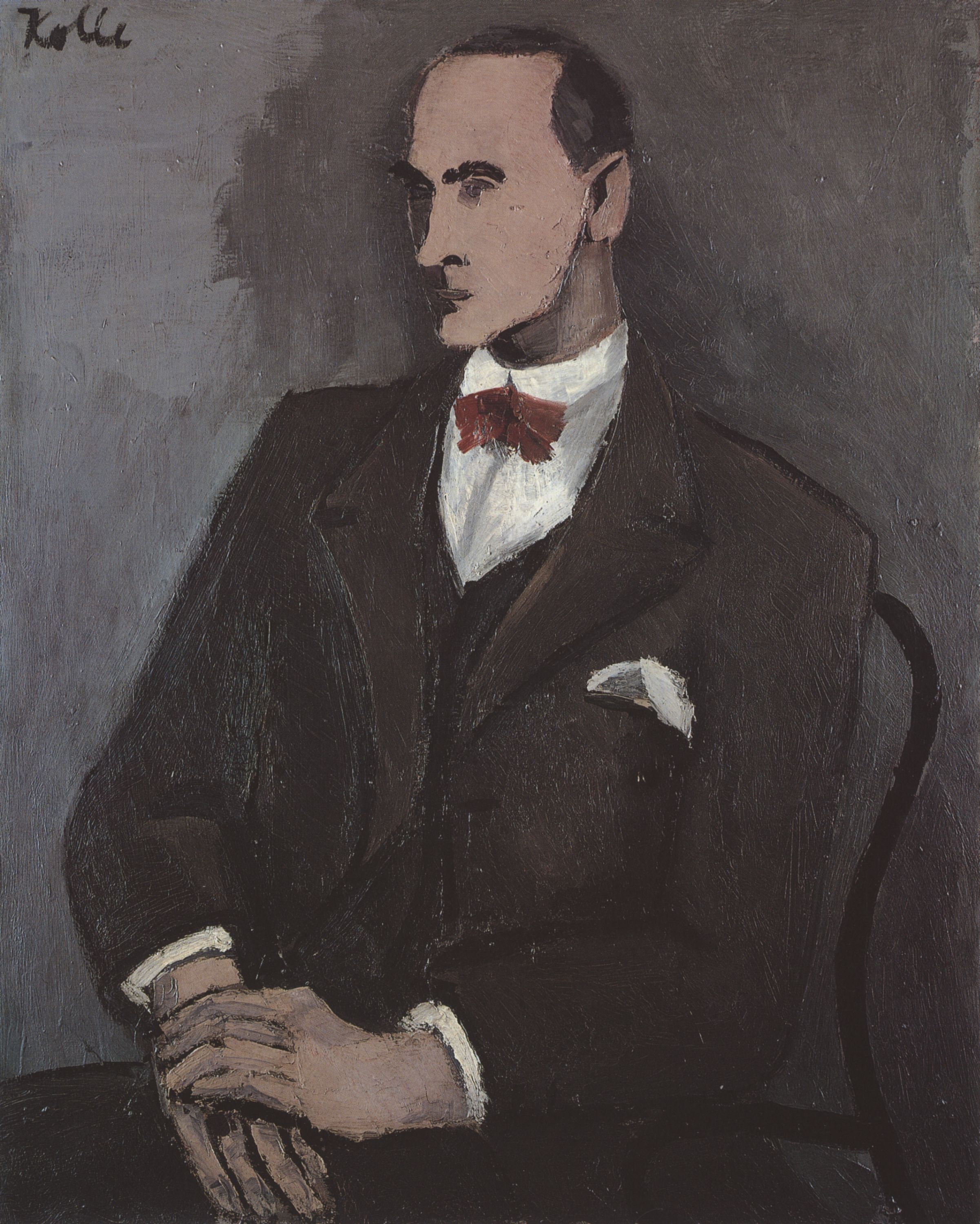
Wilhelm Uhde par Helmut Kolle

En août 1914, la déclaration de guerre l'oblige, en tant que ressortissant d'un pays ennemi, à fuir précipitamment la France. Les biens qu'il avait à Senlis, dont des tableaux de Séraphine, sont dispersés. Par ailleurs, sa magnifique collection, qui comprend notamment 12 toiles de Picasso et 20 de Braque, est confisquée par l'État français, puis vendue aux enchères à l'hôtel Drouot le 31 mai 1921.
Dans l'Allemagne de Weimar, il lutte pour le pacifisme et s'engage dans certains mouvements de jeunesse. En 1918, il rencontre le peintre Helmut Kolle et emménage avec lui à Weimar. Mais son pays lui devient invivable et il revient en France en 1924. Cette fois, il se met à collectionner ceux qu'il appelle les « primitifs modernes ». En 1927, il s'installe à Chantilly ou Helmut Kolle le rejoindra et, à l'occasion d'une exposition locale à Senlis, reprend contact avec Séraphine Louis qu'il prend largement en charge matériellement. En 1929, il organise une exposition de ces artistes sous le titre Les Peintres du Cœur sacré, puis une autre en 1932 (l'année où Séraphine de Senlis est internée et cesse de peindre) sous le titre Les Primitifs modernes. 1932 est également l'année où meurt prématurément Helmut Kolle.
En 1928, il publie aux Éditions des Quatre Chemins Picasso et la tradition française, ouvrage dans lequel il développe l’idée que la « mentalité gothique » serait née à la confluence de l’esprit germanique des Francs et de celui des Gallo-romains ; selon lui, Picasso répondrait au gothique, et Braque, davantage au roman.
En 1934, Uhde obtient de Pierre Loeb, propriétaire de la galerie Pierre, sur la Rive gauche à Paris, la première exposition de Balthus (jeune peintre de 26 ans - deuxième fils de Erich Klossowski et de Baladine Klossowska).
À cause de ses écrits pacifiques et de ses ouvrages consacrés à des peintres qualifiés  « dégénérés » par le IIIe Reich, il se trouve déchu de sa nationalité allemande par les nazis peu avant la Seconde Guerre mondiale. Il est poursuivi par la Gestapo durant la guerre mais parvient pourtant à leur échapper en se cachant à Saint-Lary ; il a en particulier été protégé pendant quelques mois par Jean Cassou.

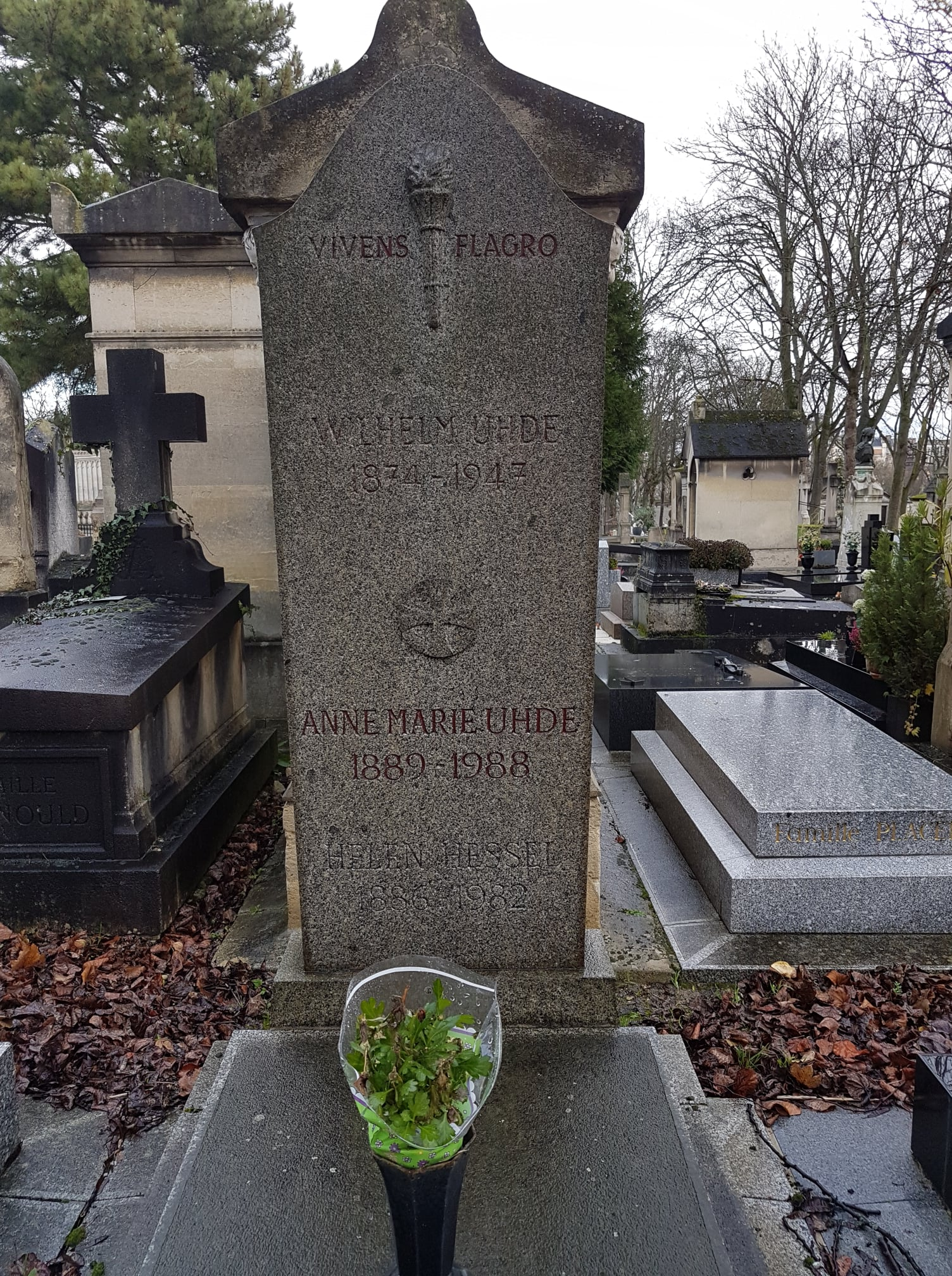
Sépulture au cimetière du Montparnasse.

Il est mort à son domicile parisien de la place des Vosges en 1947. Il est enterré au cimetière du Montparnasse (1re division).
Une partie de ses archives ont été déposées par sa sœur, Anne-Marie Uhde, à l'Institut national d'histoire de l'art.

## Son œuvre
- "Picasso et la tradition française" - Notes sur la peinture actuelle - Editions des Quatre Chemins, Paris, 1928[5].
- "Cinq Maîtres primitifs: Rousseau, Vivin, Bombois, Bauchant, Séraphine". Préface de Henri Bing- Bodmer, Traduit de l'allemand par Melle A. Ponchont. Éditeur: Philippe Daudy , Paris, 1949. [6]
- " De Bismarck à Picasso". Traduit de l'allemand par Barbara Fontaine. Éditions du Linteau, Paris, 2002[7].
- Henry Rousseau - Séraphine de Senlis, Éditions du Linteau, Paris
- Wilhelm Uhde, Von Bismarck bis Picasso: Erinnerungen und Bekenntnisse. Römerhof Verlag, Zürich 2010,  (ISBN 978-3-905894-06-6) (Autobiographie mit einem kommentierenden Essay von Prof. Dr. Bernd Roeck).

## Documentation
Ses archives sont déposées à l'Institut national d'histoire de l'art.